# Omninet

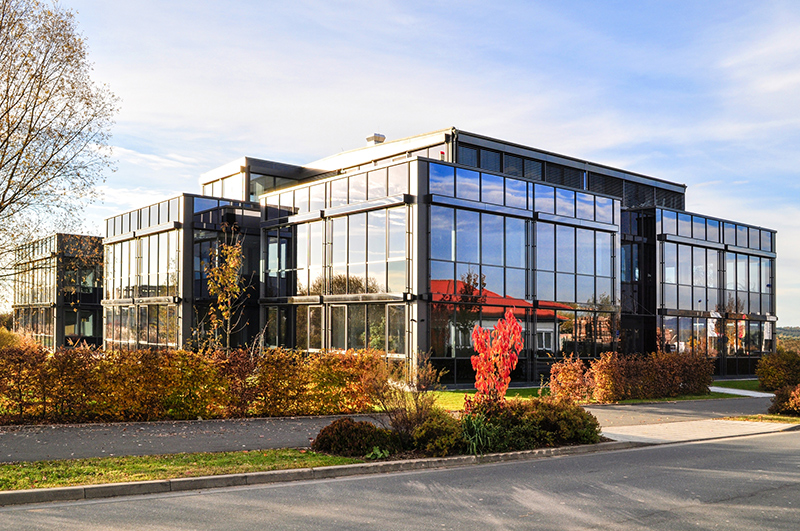
Omninet Firmenzentrale in Eckental bei Nürnberg

Die Firma Omninet mit Hauptsitz in Eckental bei Nürnberg ist ein mittelständisches Software-Entwicklungsunternehmen mit internationaler Ausrichtung und Innovator im Bereich Geschäftsprozessmanagement-Software. Neben der Firmenzentrale in Eckental wurden Geschäftsstellen in Frankfurt am Main, Hamburg und Hof eröffnet. Es bestehen Tochterunternehmen und internationale Niederlassungen in Österreich, der Schweiz, Belgien, den Niederlanden und bis 2024 Russland. Omninet ist Microsoft-Gold-Partner.

## Geschichte
Die Firma wurde 1993 als OMNINET Deutschland als GbR gegründet und 1995 in eine GmbH umgewandelt. 2005 begann die Gründung von Tochterunternehmen im Ausland. 2010 beschäftigte der Omninet-Konzern rund 90 Mitarbeiter. Bis 2014 wuchs die Mitarbeiteranzahl auf ca. 150 an. Im Jahr 2019 zählte das Unternehmen rund 170 Angestellte.
Omninet erhielt beim German Brand Award 2021 die Auszeichnung „Special Mention“ in der Kategorie „Excellent Brands“ für die Branche „Telecommunications and IT“.

## Unternehmensbereich
Omninet entwickelt und vertreibt die Geschäftsprozess-Plattform Omnitracker und führt diese bei Unternehmen und Behörden ein. Omninet wurde 2012 von der Analysten Info-Tech Research Group als einer der weltweit führenden ITSM-Tool-Hersteller bewertet und als 'Innovator' im Bereich Enterprise-Service-Desk eingestuft. In der Marktstudie für 2017 hat das deutsche Analystenhaus „Research in Action“ die 20 besten der etwa 250 Anbieter von IT- und Enterprise-Management-Software in Deutschland verglichen und OMNINET auf Platz 3 gesetzt.
Zu nennenswerten Kunden zählen DB (Deutsche Bahn), DATEV, Daimler, Deutsches Patent- und Markenamt, SANYO, Siemens, tesa, NATO.

## Produkte
Omninet entwickelt die modulare Geschäftsprozess-Plattform Omnitracker, darauf aufbauende Komponenten und Applikationen, die der weitreichenden Automatisierung von IT-gestützten Arbeitsabläufen dienen und sich an B2B-Kunden aller Branchen wie z. B. Industrieunternehmen, Service-Organisationen, IT-Dienstleister und Behörden richtet. Modulare Funktionserweiterungen in den Bereichen Business Intelligence, BPMN und Governance, Risikomanagement und Compliance sind mit der Omnitracker-Software möglich.